# Celithemis elisa
Celithemis elisa är en trollsländeart som först beskrevs av Hagen 1861.  Celithemis elisa ingår i släktet Celithemis och familjen segeltrollsländor. IUCN kategoriserar arten globalt som livskraftig. Inga underarter finns listade i Catalogue of Life.

## Bildgalleri

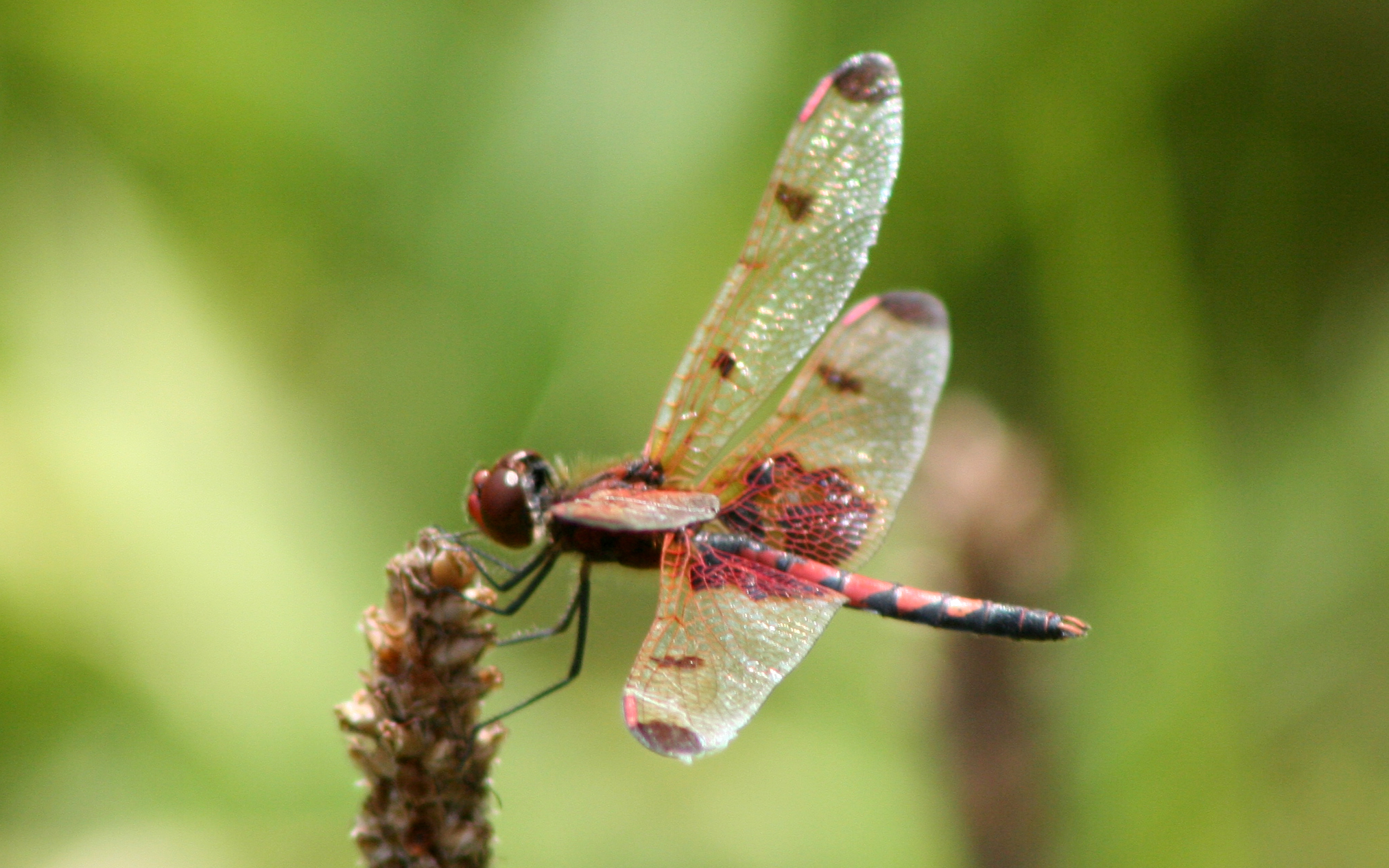
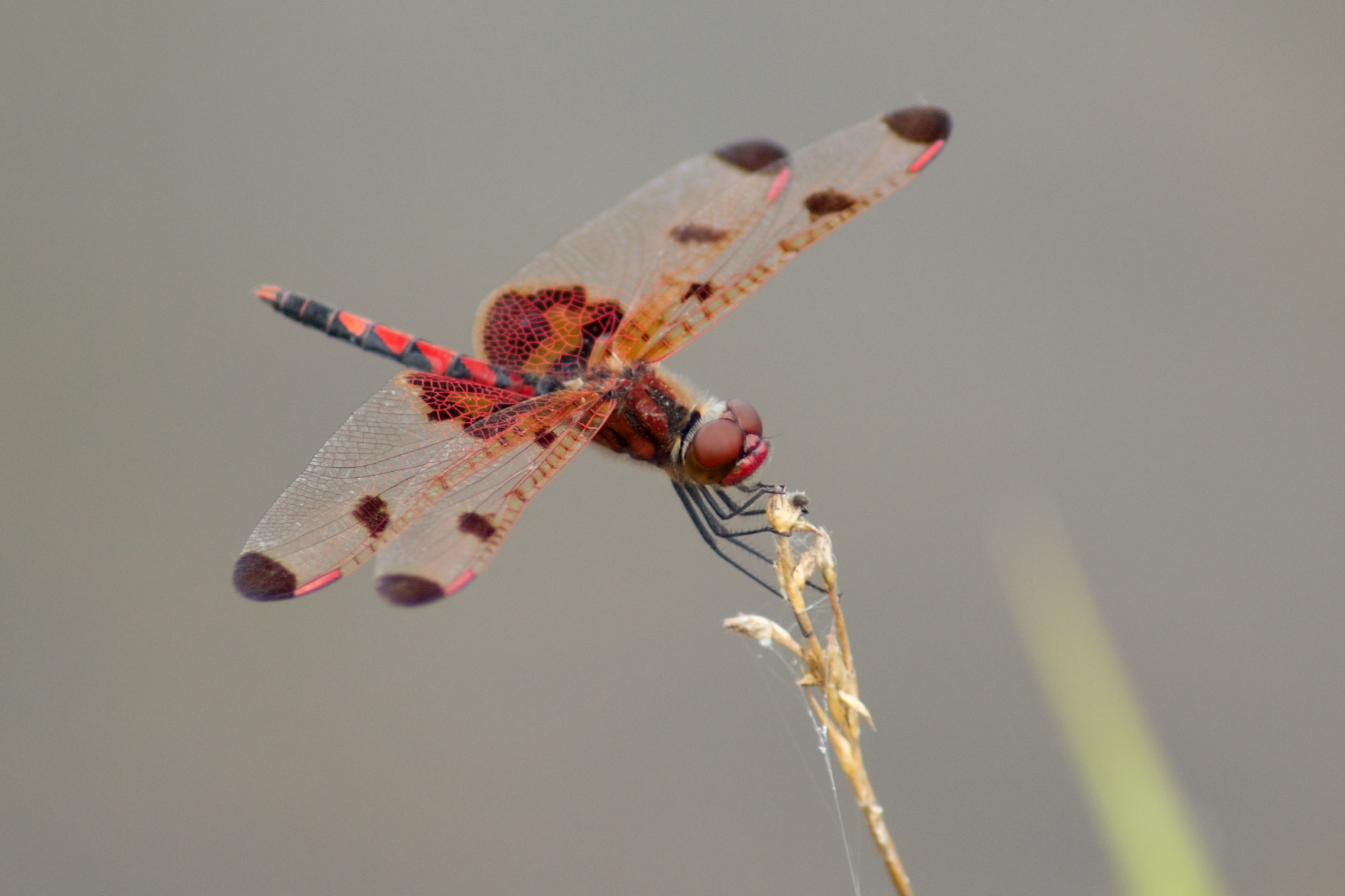
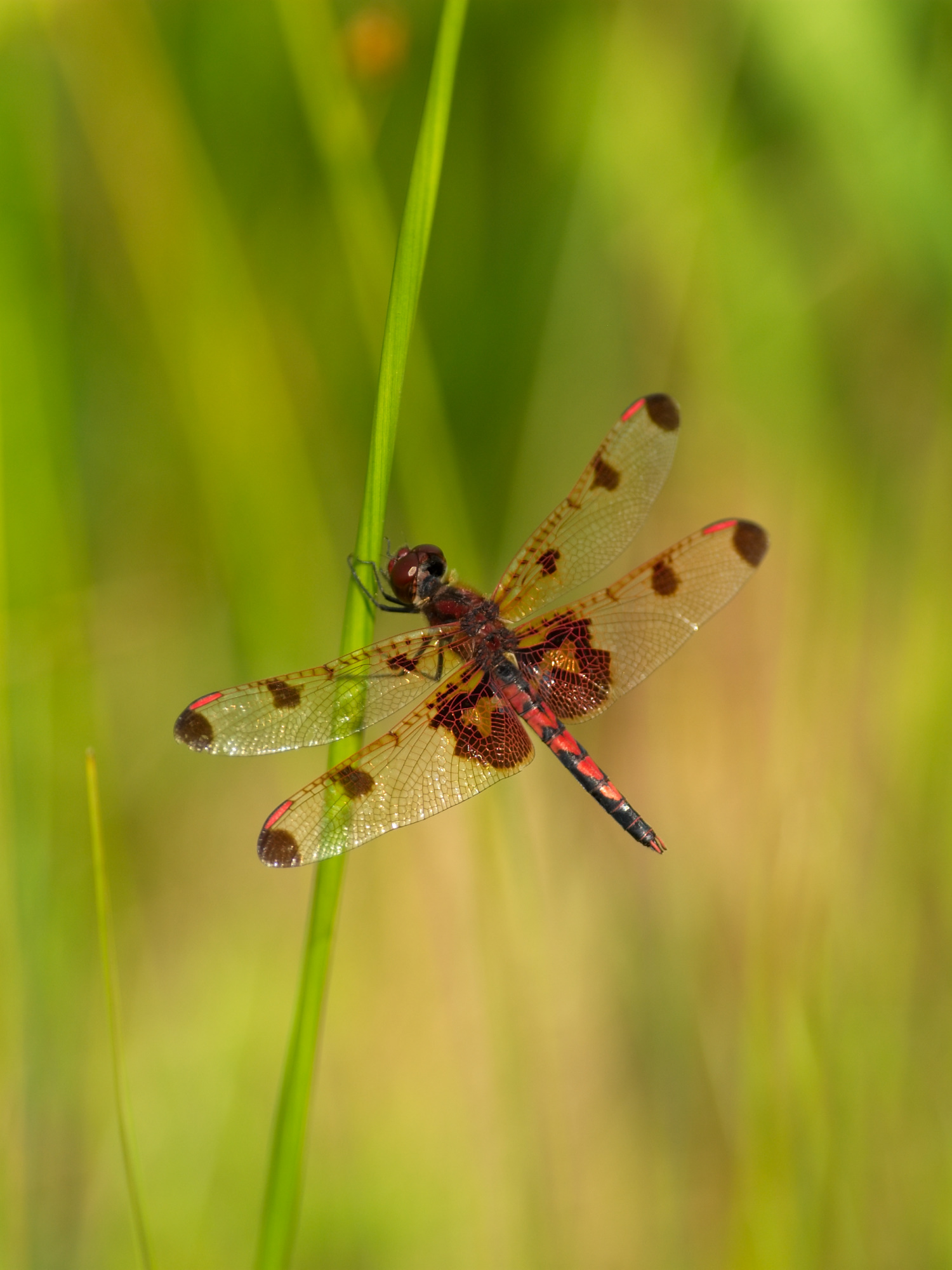
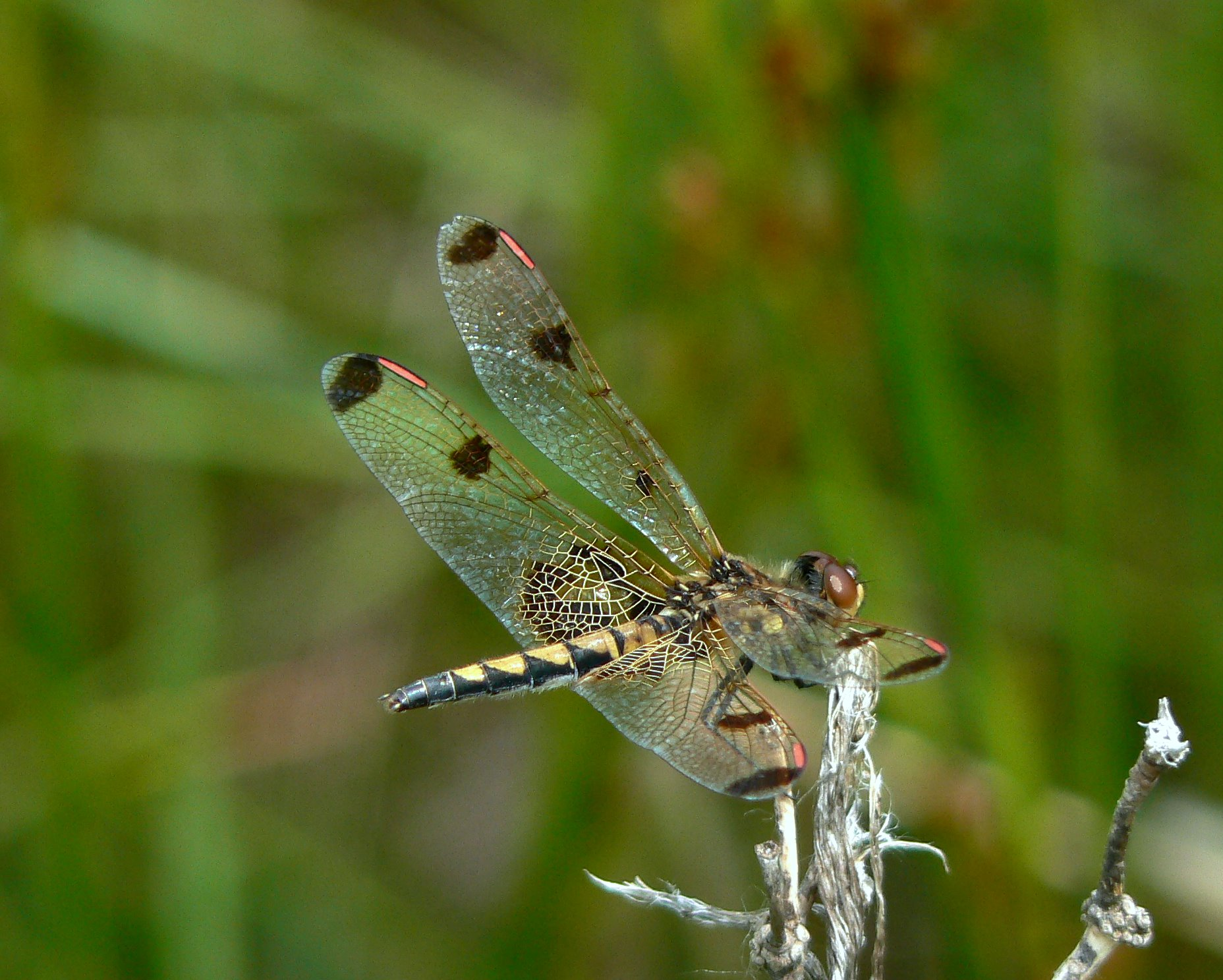
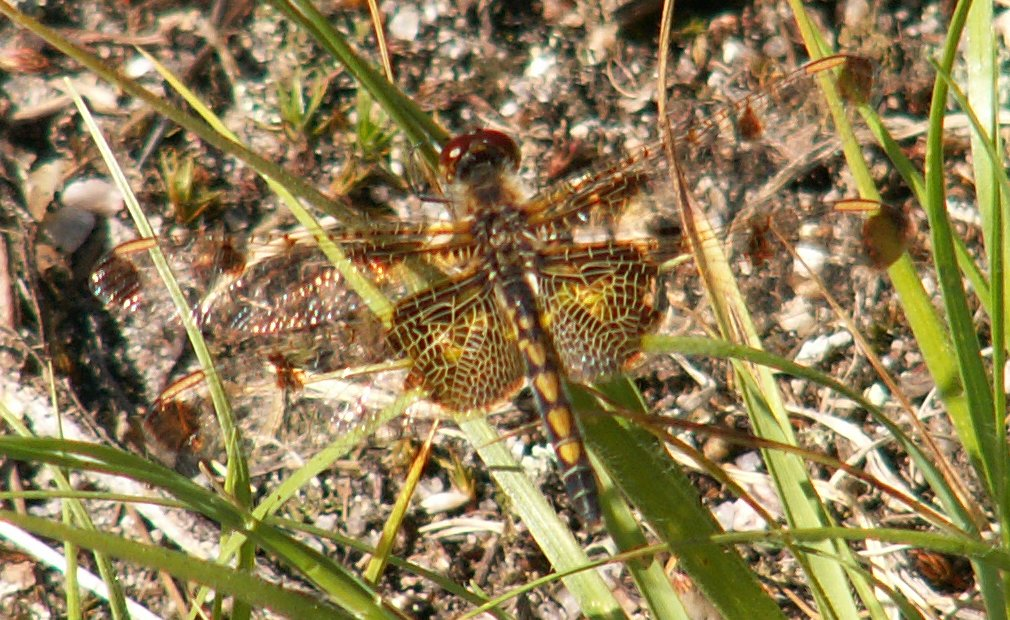
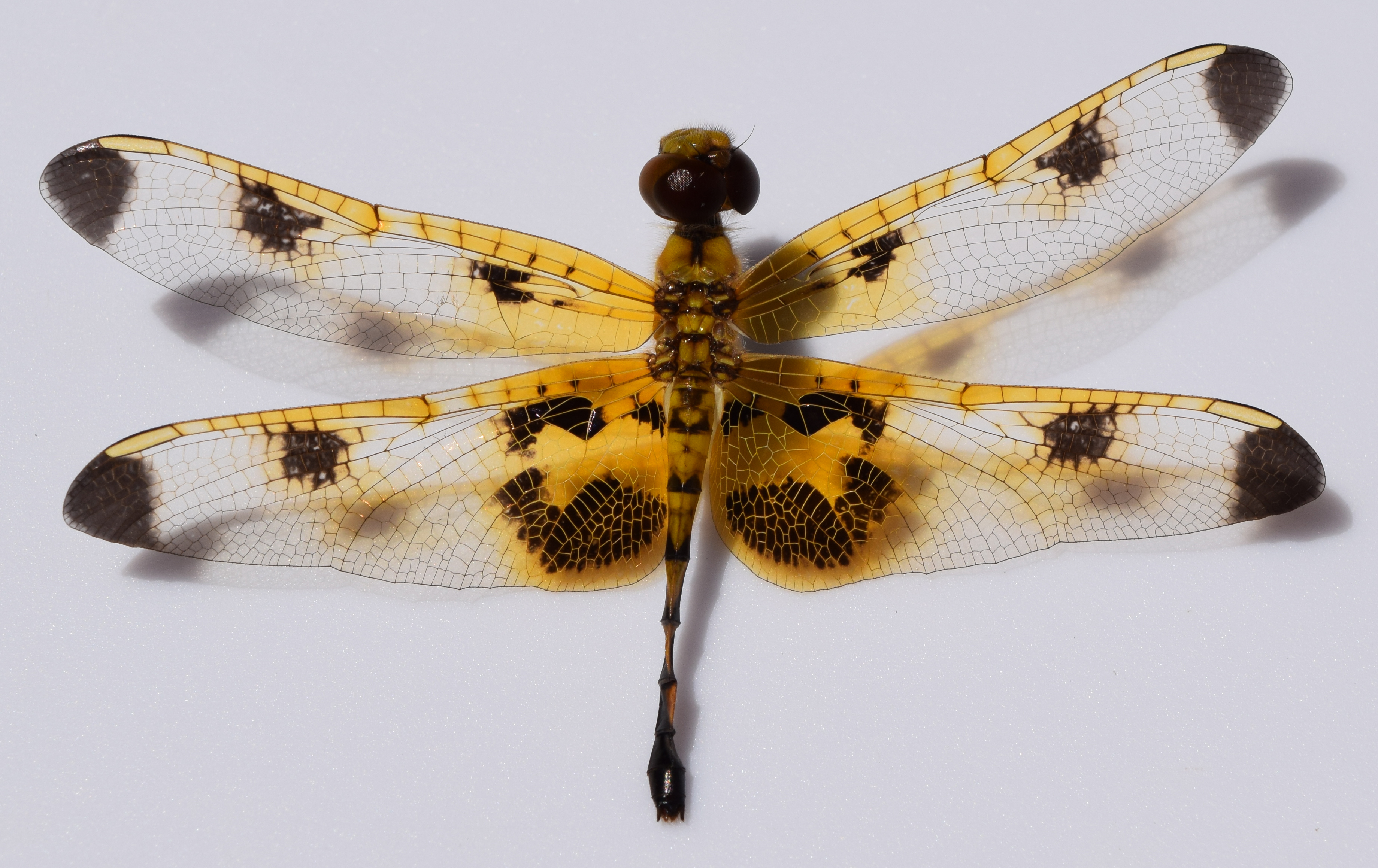